# Liste der Biografien/Niv
Liste der Biografien |
Portal Biografien |
Personensuche
# |
A |
B |
C |
D |
E |
F |
G |
H |
I |
J |
K |
L |
M |
N |
O |
P |
Q |
R |
S |
T |
U |
V |
W |
X |
Y |
Z |
?
 
Na |
Nb |
Nc |
Nd |
Ne |
Nf |
Ng |
Nh |
Ni |
Nj |
Nk |
Nl |
Nm |
Nn |
No |
Nr |
Ns |
Nt |
Nu |
Nv |
Nw |
Nx |
Ny |
Nz
 
Nia |
Nib |
Nic |
Nid |
Nie |
Nif |
Nig |
Nih |
Nii |
Nij |
Nik |
Nil |
Nim |
Nin |
Nio |
Nip |
Niq |
Nir |
Nis |
Nit |
Niu |
Niv |
Niw |
Nix |
Niy |
Niz
Die Liste der Biografien führt alle Personen auf, die in der deutschsprachigen Wikipedia einen Artikel haben. Dieses ist eine Teilliste mit 40 Einträgen von Personen, deren Namen mit den Buchstaben „Niv“ beginnt.

## Niv
- Niv, Guy (* 1994), israelischer Radrennfahrer

### Niva
- Niva, Heikki (* 1992), finnischer Snookerspieler, Geräteturner und Turnlehrer
- Niva, Jussi (* 1966), finnischer Maler
- Niva, Mikkel (* 1988), norwegischer Drehbuchautor, Moderator und Schauspieler
- Nivard von Clairvaux, Zisterziensermönch, Bruder des Heiligen Bernhard von Clairvaux
- Nivardus von Gent, mittellateinischer Dichter
- Nivat, Anne (* 1969), französische Journalistin und Autorin
- Nivat, Georges (* 1935), französischer Slawist und Russlandexperte
- Nivat, Maurice (1937–2017), französischer Informatiker

### Nive
- Nivea (* 1982), US-amerikanische R&B-Sängerin
- Nivedita, Sister (1867–1911), irische Sozialreformerin und Autorin
- Nivel, Daniel (* 1954), französischer Mobilgendarm
- Nivelle, Pierre (1583–1661), französischer römisch-katholischer Geistlicher, Abt von Cîteaux und Bischof von Luçon
- Nivelle, Robert (1856–1924), französischer General
- Nivelli, Max (1878–1926), Berliner Filmproduzent
- Nivelon de Chérisy († 1207), Bischof von Soissons und Kreuzfahrer
- Niven, Archibald C. (1803–1882), US-amerikanischer Jurist und Politiker
- Niven, Barbara (* 1953), US-amerikanisch-kanadische Schauspielerin
- Niven, Bill (* 1956), britischer Historiker
- Niven, David (1910–1983), britischer SchauspielerDavid Niven (1910–1983)

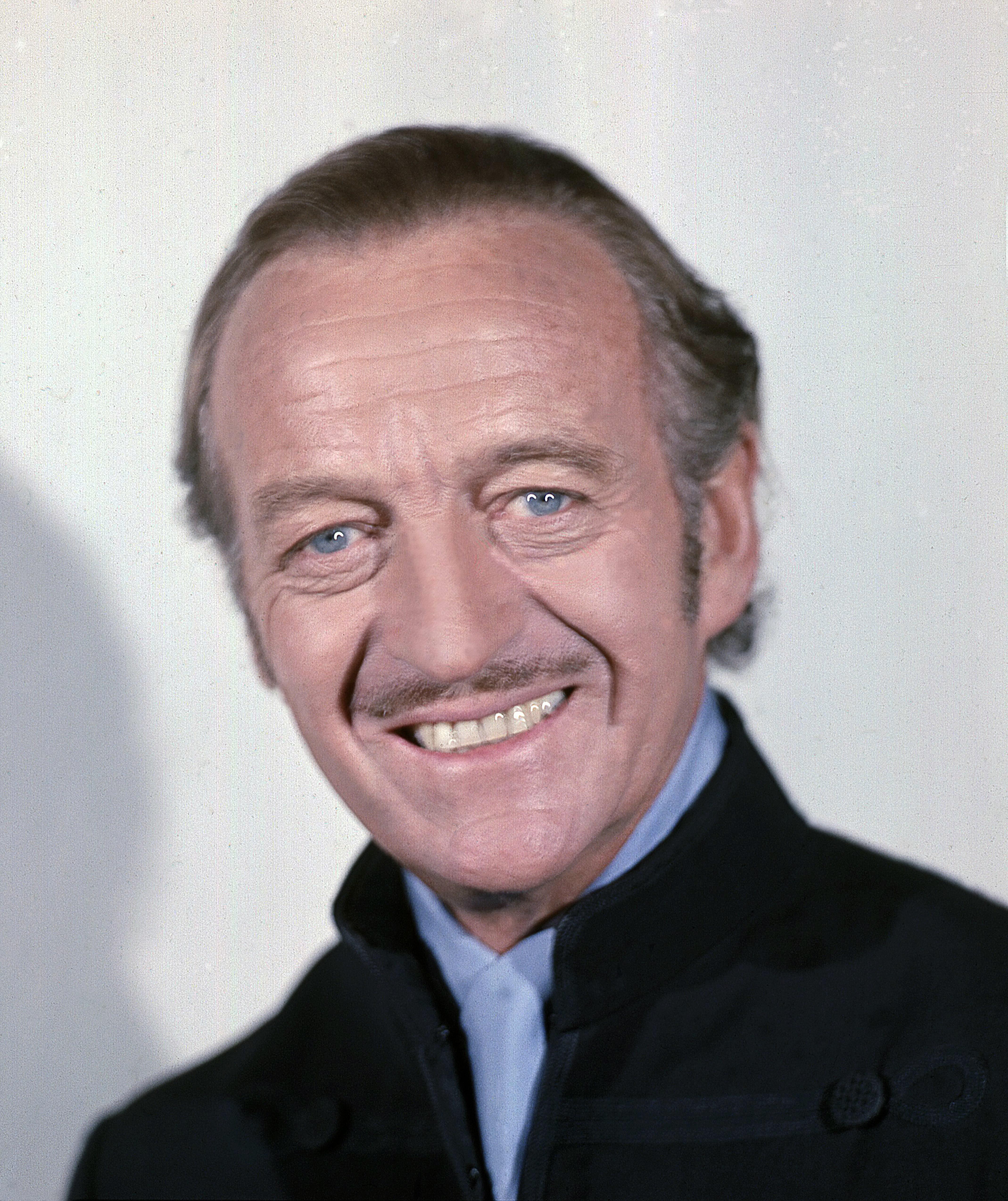
David Niven (1910–1983)

- Niven, David Jr. (* 1942), britischer Filmproduzent, Schauspieler und Drehbuchautor
- Niven, George (1929–2008), schottischer Fußballspieler
- Niven, Ivan M. (1915–1999), US-amerikanisch-kanadischer Mathematiker
- Niven, Jennifer (* 1968), US-amerikanische Schriftstellerin und Drehbuchautorin
- Niven, John (* 1966), britischer Autor
- Niven, Kip (1945–2019), US-amerikanischer Schauspieler
- Niven, Larry (* 1938), US-amerikanischer Science-Fiction-Schriftsteller
- Niven, Piper (* 1991), schottische Wrestlerin
- Niven, William Davidson (1842–1917), schottischer Physiker
- Niver, Kemp (1911–1996), US-amerikanischer Filmtechniker, Kameramann und Autor
- Nivers, Guillaume-Gabriel († 1714), französischer Organist und Komponist
- Nivert, Céline (* 1981), französische Bahnradsportlerin
- Nivert, Taffy (* 1944), US-amerikanische Songschreiberin und Sängerin

### Nivo
- Nivoix, Julie (* 1989), französische Triathletin
- Nivola, Alessandro (* 1972), US-amerikanischer SchauspielerAlessandro Nivola (* 1972)

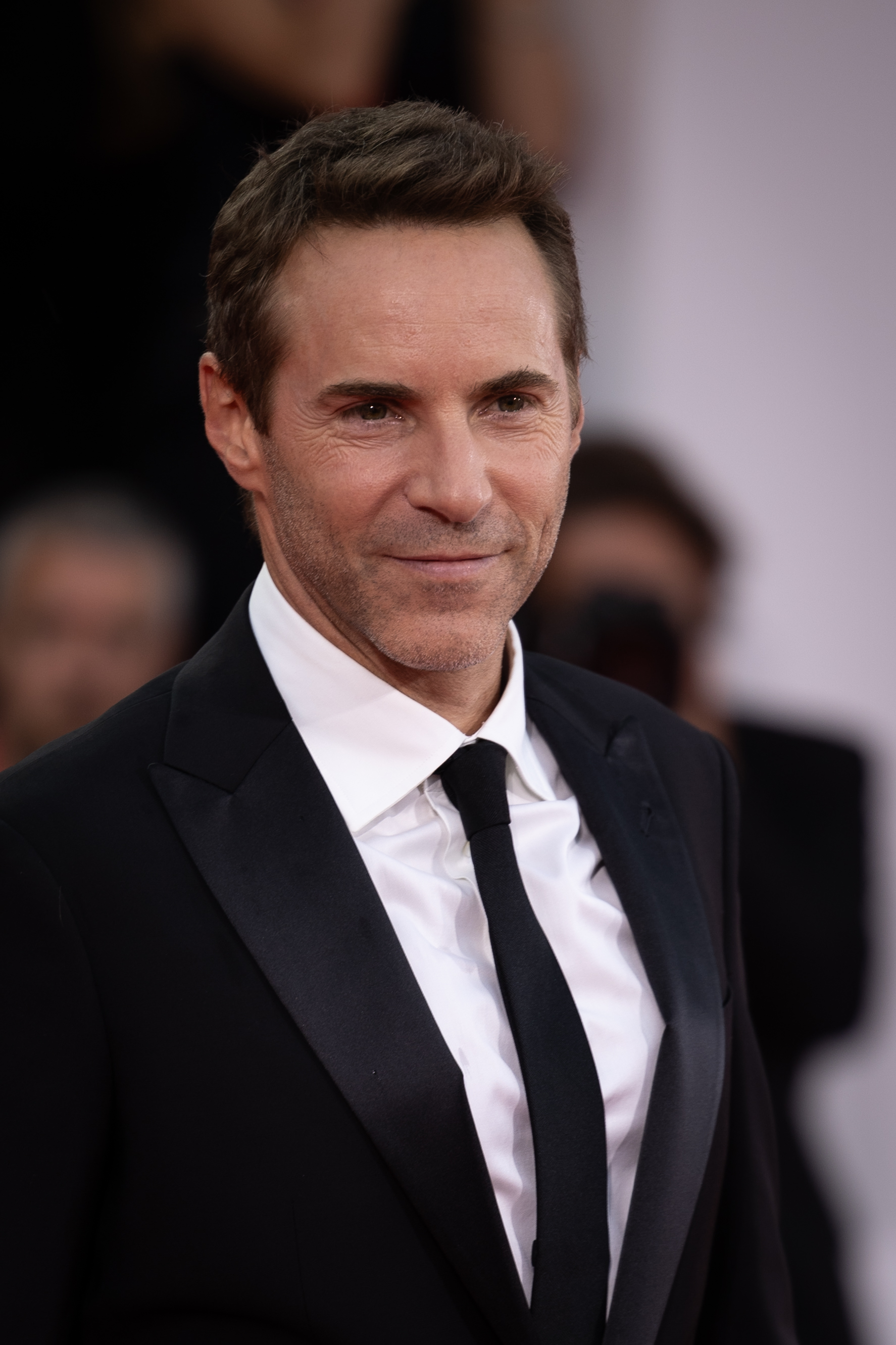
Alessandro Nivola (* 1972)

- Nivola, Costantino (1911–1988), italienischer Künstler
- Nivola, May (* 2010), britisch-US-amerikanische Schauspielerin
- Nivola, Sam (* 2003), britisch-amerikanischer Schauspieler und Filmemacher
- Nivon Machoud, Ruth (* 1990), Schweizer Triathletin

### Nivy
- Nivyabandi, Ketty (* 1978), burundische Autorin und Menschenrechtsaktivistin